# Joseph L. McEveety
Pour les articles homonymes, voir McEveety.
Joseph L. McEveety (parfois Joe McEveety) est un scénariste et réalisateur américain né le 27 juin 1926 à Manhattan (New York) et décédé le 15 octobre 1976 à Palo Alto (Californie). Il a travaillé plusieurs années aux studios Disney.
Il est le frère des réalisateurs Bernard McEveety et Vincent McEveety.

## Filmographie partielle
- 1960 : Daniel Boone : assistant réalisateur
- 1962 : Un pilote dans la Lune  (Moon Pilot) : assistant réalisateur
- 1962 : Bon Voyage ! : assistant réalisateur
- 1963 : Après lui, le déluge (Son of Flubber) : assistant réalisateur
- 1963 : Sam l'intrépide (Savage Sam) : assistant réalisateur
- 1964 : Les Mésaventures de Merlin Jones (The Misadventures of Merlin Jones) : assistant réalisateur
- 1964 : Mary Poppins : assistant réalisateur
- 1965 : Un neveu studieux (The Monkey's Uncle)  : assistant réalisateur
- 1965 : Kilroy (téléfilm) : assistant réalisateur
- 1965-1966 : Gallegher (série TV, assistant producteur)
- 1967 : La Gnome-mobile (The Gnome-Mobile) : directeur de production
- 1969 : L'Ordinateur en folie (The Computer Wore Tennis Shoes) : scénario
- 1972 : Pas vu, pas pris (Now You See Him, Now You Don't) : scénario
- 1973 : Superdad : scénario
- 1975 : L'Homme le plus fort du monde (The Strongest Man in the World) : scénario
- 1976 : La Folle Escapade (No Deposit, No Return) : coproducteur
- 1978 : Tête brûlée et pied tendre (Hot Lead and Cold Feet) de Robert Butler : scénario